# Complejo Industrial Naval Argentino
El Complejo Industrial Naval Argentino (CINAR) es un comglomerado estatal argentino de talleres de construcciones y reparaciones navales. Está conformado por los astilleros Tandanor y Almirante Storni.

## Historia
Tandanor fue fundada en 1879, durante la presidencia de Nicolás Avellaneda, para el mantenimiento de los buques de la Armada Argentina. Fue privatizada en 1991 y reestatizada en 2007. En tanto, el Astillero Almirante Segundo Storni fue fundado en 1977 bajo el nombre de Astillero Ministro Manuel Domecq García.
El 17 de mayo de 2010, Día de la Armada, la entonces ministra de Defensa Nilda Garré anunció la incorporación de Tandanor, junto con el Astillero Almirante Storni, al Complejo Industrial Naval Argentino (CINAR).